# Acquaviva

Flagge von Acquaviva

Acquaviva (Castello di Acquaviva) ist eine Gemeinde (italienisch Comune, san-marinesisch Castello) in der Republik San Marino.

## Geografie
Acquaviva hat 2.119 Einwohner und eine Fläche von 4,86 km².
Der Ort liegt im Westen der Republik am Berg Monte Cerreto sowie am Fluss Rio San Marino (auch Torrente San Marino genannt), der später in die Marecchia mündet. Acquaviva grenzt an die san-marinesischen Gemeinden Borgo Maggiore und San Marino sowie an die italienischen Gemeinden San Leo und Verucchio (beide in der Provinz Rimini, Region Emilia-Romagna).
Zur Gemeinde gehören die Ortsteile (italienisch Frazione, san-marinesisch Curazie) Gualdicciolo (192 m s.l.m.) und La Serra.

## Geschichte
Die Gemeinde verdankt ihren Namen einer Quelle, die am Fuß des Montecerreto, einem von Pinien bewaldeten Hügel, entspringt und mit deren Wasser der hl. Marinus der Überlieferung nach neue Anhänger des Christentums taufte. Der Legende nach suchte Marinus zu Beginn des 4. Jahrhunderts Zuflucht in einer Höhle in den Rupe della Baldasserona, die auf dem Gebiet des heutigen Acquaviva liegen. Die im Mittelalter errichtete und seitdem mehrmals umgestaltete Kirche Chiesa di Sant’Andrea entstand auf den Resten eines Gebäudes aus dem 3. Jahrhundert, bei dem es sich um eine von Marinus selbst erbaute Kirche an der Stelle einer zuvor dem römischen Gott Mercurius gewidmeten heidnischen Kultstätte handeln soll. Im Ortsteil La Serra wurde eine Bronzefigur gefunden, die Mercurius auf einem Stein sitzend darstellt. Der Name Acquaviva wird 1253 erstmals erwähnt.
Im Jahr 885 wurde im Corte di Stirvano auf dem Montecerreto das Dokument Placito Feretrano ausgestellt; es ist das älteste derzeit bekannte Dokument, das die Unabhängigkeit San Marinos bezeugt.

## Wirtschaft
An der Grenze zu Italien befindet sich in Gualdicciolo das nach Serravalle zweitgrößte Industriegebiet von San Marino. Ebenfalls in Acquaviva zu finden ist die Cesarino Distillerie, welche seit ihrer Eröffnung im Jahr 1968 Liköre sowohl für San Marino als auch für Italien produziert.

## Sport
Der Ort ist Heimat des Fußballvereins SS Virtus, der an der Meisterschaft Campionato Sammarinese di Calcio teilnimmt. 1988 konnten sie den Trofeo Federale gewinnen.

## Gemeindepartnerschaften
- Froges (Département Isère), Frankreich, seit 1984[6]

## Bilder

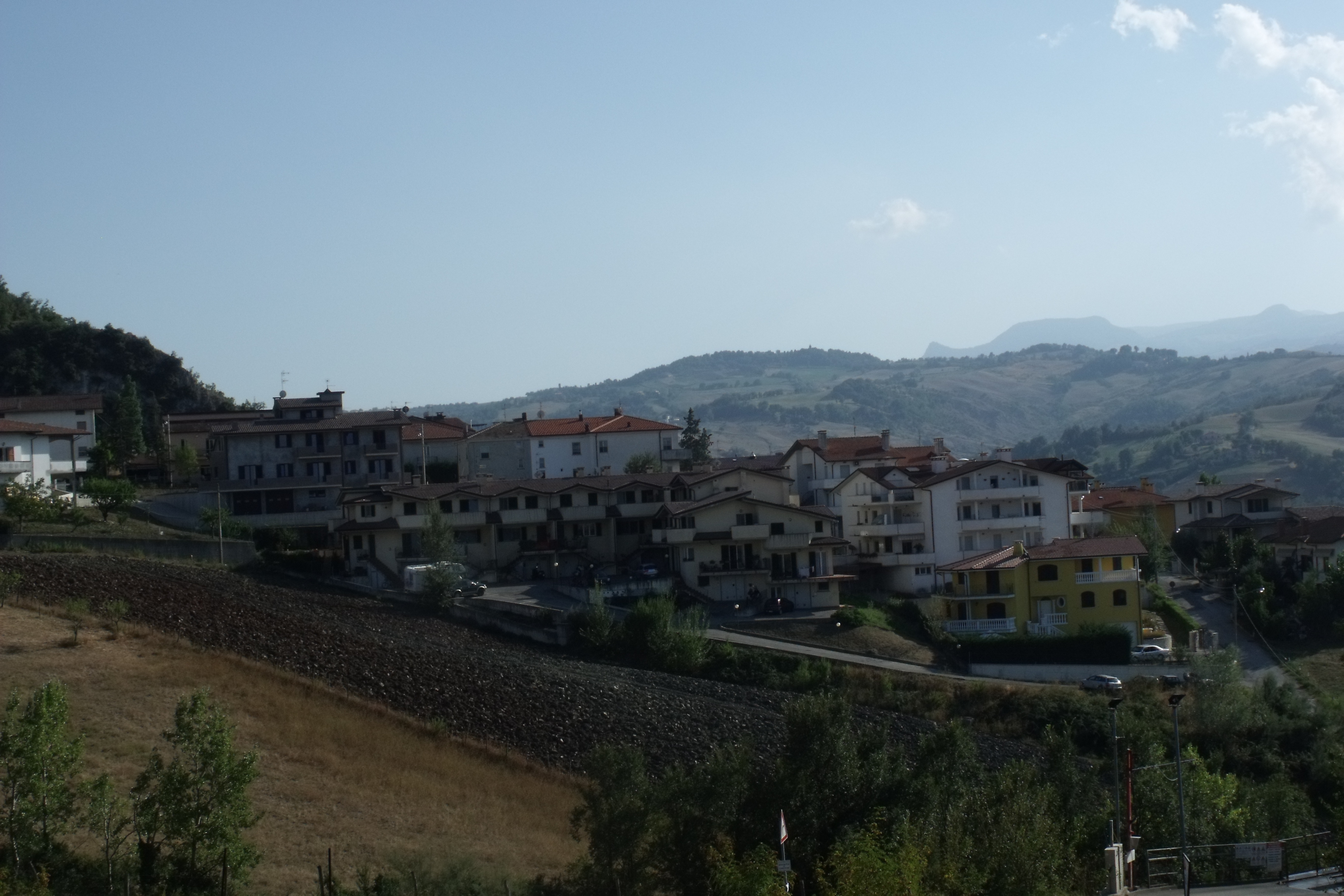
Acquaviva und Umgebung